# جوزف-ماری لو دوکا
جوزف-ماری لو دوکا (انگلیسی: Joseph-Marie Lo Duca؛ ۱۸ نوامبر ۱۹۰۵–۶ اوت ۲۰۰۴) روزنامه‌نگار، رمان‌نویس، منتقد هنری و تاریخ‌دان فیلم فرانسوی است که بیشتر به خاطر تأسیس مجله سینمایی کایه دو سینما به همراه آندره بازن مشهور است.